# رائدة طه
رائدة طه هي ممثلة وكاتبة فلسطينية، ولدت في القدس وغادرتها بسبب حرب عام 1967 إلى عمان ثم إلى بيروت حيث كبرت ودرست فيها ثم ذهبت إلى تونس، درست الصحافة والإعلام بجامعة جورج ماسون في فرجينيا. تروي رائدة في إحدى عروضها المسرحية حكايتها الشخصية كفتاة فلسطينية فقدت والدها "علي طه" الذي استشهد عام 1972 في مطار اللد، إثر عملية خطف طائرة سابينا البلجيكية رحلة رقم 571، وانتهت باستشهاده ورفيقه عبد الرؤوف الأطرش فهي أمضت حياتها وهي تحاول إيجاد هويتها وجذورها.
ألفت كتاب بعنوان "علي" ونشرت العديد من القصص القصيرة في كتاب "أنطولوجي الكاتبات الفلسطينيات".

## حياتها المهنية
عملت سكرتيرة إعلامية للرئيس الفلسطيني الراحل ياسر عرفات في الفترة الواقعة بين عامي (2000-2008)، الأمر الذي منحها فرصة الإنخراط بالعمل السياسي، كما شغلت عضوية اللجنة الإدارية وعضوية مجلس الإدارة لمؤسسة غسان كنفاني الثقافية في لبنان، ورئاسة الهيئة الإدارية لـمركز خليل السكاكيني الثقافي في رام الله، إلا أن شغفها المسرحي ظل يلاحقها حتى حققت حلمها بالوقوف على خشبة المسرح لتروي في أعمالها المسرحية تجارب فلسطينية عايشتها.

## أعمالها
أنتجت ومثلت في العديد من الأعمال أهمها:
- مسرحية "عائد إلى حيفا" المقتبسة من رواية للأديب الفلسطيني غسان كنفاني عام 2013.[13]
- ألفت وأنتجت وأدت مونودراما "ألاقي زيك فين يا علي؟" في بيروت عام 2016.[14]
- ألفت وأنتجت وأدت مونودراما "36 شارع عباس - حيفا" بمسرح كريغر في حيفا عام 2018.[15][16]
- مسرحية "شجرة التين" في بيروت عام 2023.[17]
- مسرحية "صخرة البتراء".[8]
- مسرحية "80 درجة".[2]

## مشاركاتها
- شاركت في المختبر المسرحي " سندانس" في منطقة الشرق الأوسط وشمال أفريقيا في المملكة المغربية.[8]
- شاركت في الفيلم الوثائقي "خيوط السرد" للمخرجة كارول منصور عام 2018.[18]